# Шкема, Антанас
Анта́нас Шке́ма (лит. Antanas Škėma; 29 ноября 1910, Лодзь, Польша — 11 августа 1961, штат Пенсильвания, США) — литовский писатель, драматург, актёр и режиссёр, деятель литовской эмиграции в США.

## Биография
Родился 29 ноября 1910 года, года в польском городе Лодзь в семье литовского учителя; в свидетельстве о рождении был указан 1911 год. В Лодзи семья Шкемы проживала вплоть до Первой первой мировой войны. Затем последовали многократные переезды — им приходилось жить в различных точках России и Украины. Эти воспоминания детства затем найдут богатое воплощение в текстах будущего литератора. В 1921 году семья вернулась в уже независимую Литву. В том же году в Каунасе поступил в гимназию «Аушрос» (лит. Aušros; «Заря») — первую гимназию эпохи межвоенной независимости Литвы, выпускниками которой впоследствии стали многие значительные деятели литовской культуры и политики. После окончания гимназии в 1929 году поступил на медицинский факультет Литовского университета (так тогда назывался Университет Витовта Великого), в 1931 году перевёлся на юридический факультет. В 1935 он поступает в театральную студию. Ещё до её окончания Шкема был принят в труппу Каунасского государственного театра, где был занят практически во всех спектаклях вплоть до 1944 года, а также сам режиссировал постановки.
В 1944 году Шкема незадолго до вступления Красной армии в Литву переехал на Запад. Пройдя лагеря для перемещённых лиц в Германии, к 1949 году оказался в США, где и остался жить. Как и многие представители литовской эмиграции, Шкема вынужден зарабатывать на жизнь физическим трудом, занимая низкооплачиваемые должности рабочего на фабриках и лифтёра. Работник отеля, закрывающий за постояльцами двери лифтов, стал впоследствии героем его самого значительного текста «Balta drobulė», известного в русском переводе как «Белый саван». Одновременно с этим продолжал творческую деятельность: играл и ставил спектакли в эмигрантском литовском театре, писал прозаические тексты, пьесы и критические статьи. 11 августа 1961 года погиб в Пенсильвании в автокатастрофе.

## Творчество
Наиболее известным текстом Шкемы является его единственный роман «Белый саван», где нашли отражение события биографии писателя. Главный герой романа если и не является alter ego, то в значительной степени воспроизводит личность автора. А также экранизированный в 2019 году роман «Исаак», который повествует о немецкой оккупации Литвы в первые дни второй мировой войны, в частности о холокосте Евреев. Из его воспоминаний часто заимствуется хронотоп текстов, где фигурируют места жизни писателя до эмиграции и, прежде всего, довоенный Каунас. Будучи одним из наиболее радикальных новаторов литовской литературы XX века, Шкема широко использует модернистские и постмодернистские приёмы и эстетику. Повествование в романе «Белый саван», который может с уверенностью претендовать на звание одного из лучших текстов эмигрантской литературы, строится нелинейно. Разные временные пласты, восстанавливаемые в памяти главного героя, создают мозаичную картину судьбы человека, ставшего свидетелем глобальных изменений в мире и пережившего личную драму. При этом, чем страшнее происходящее, тем спокойнее относится к нему герой романа. Единственное, что способно вызвать в нём яркие эмоции — любимая женщина, связанная узами брака. Ощущение скрытой трагической сущности бытия, его имманентной катастрофичности, сталкивается с масштабом личности героя и вписано в контекст мировой культуры богатыми интертекстуальными отсылками и скрытыми цитатами. Неоднороден также и лексический состав романа — в тексте библейские цитаты могут соседствовать с грубой бранью и так далее. Очевидно, что такой рваный стиль романа имеет цель представить действительность глазами психически больного человека, «невротика», как герой называет сам себя в начале текста.

## Русские переводы
- Белый саван / Перевод Наталии Воробьевой. Состав: Белый саван (роман). Солнечные дни (повесть в новеллах). М.: Baltrus, 2006. — 260 с. — ISBN 5-98379-066-8.